# كفير
الكفير أو لبن الكفير، ويسمى أيضًا الفطر الهندي وتالاي وميودو كيكيا؛ هو لبن متخمر يرجع أصله إلى الرعاة في منطقة القوقاز، حيث اكتشفوا أن اللبن الطازج يتخمر أحيانًا ليصير مشروبًا غازيًا. ويتم تحضيره بوضع حبوب الكفير في حليب البقر أو الماعزأو النوق في درجة حرارة الغرفة. وقديما كان الكفير يحضر في إرب من الجلد تُعلق قرب مدخل البيت ويقوم كل من يمر بمدخل البيت بضرب الإربة للتأكد من تغلغل الحبوب في اللبن وتمازجهما معا. ويمكن تحضير الكفير من بدائل الألبان مثل لبن جوزالهند أو لبن الصويا.

## نظرة عامة
تتكون حبيبات الكفير من البكتيريا والخميرة وخليط من البروتين ودهن الحليب والسكر. ويتكتل هذا الخليط في شكل حبيبات تشبه القَرنَبِيط. وتعد حبوب الكفير مستعمرة من الكائنات الحية الدقيقة إذ تحوي مجموعة متنوعة من الخمائر والبكتريا.
والطريقة التقليدية لصنع الكفير هو تخمير حبوب الكفير في اللبن في درجة حرارة الغرفة لليلة كاملة. وينتج عن تخمر لاكتوز اللبن مشروب غازي حامضي كحولي إلى حد ما له قوام شبيه باللبن الرائب. في أوائل القرن العشرين، كانت نسبة الكحول في كفير مصانع الألبان الصغيرة ما بين 1 -2% بيد أن النسبة تقل عن 1% عند تصنيعه تجاريا بالأساليب الحديثة وذلك لقصر فترة التخمير.
وللكفير أنواع عديدة بيد أنها تختلف عن الكفير التقليدي في القوام والمحتوى البكتيري. ومن هذه الأنواع كفير الماء (Kefir d'acqua) والذي يحضر من ماء بسكر (أحيانا يضاف إليه فواكه مجففة مثل التين وعصير ليمون ليوم أو أكثر في درجة حرارة الغرفة.

## الإنتاج

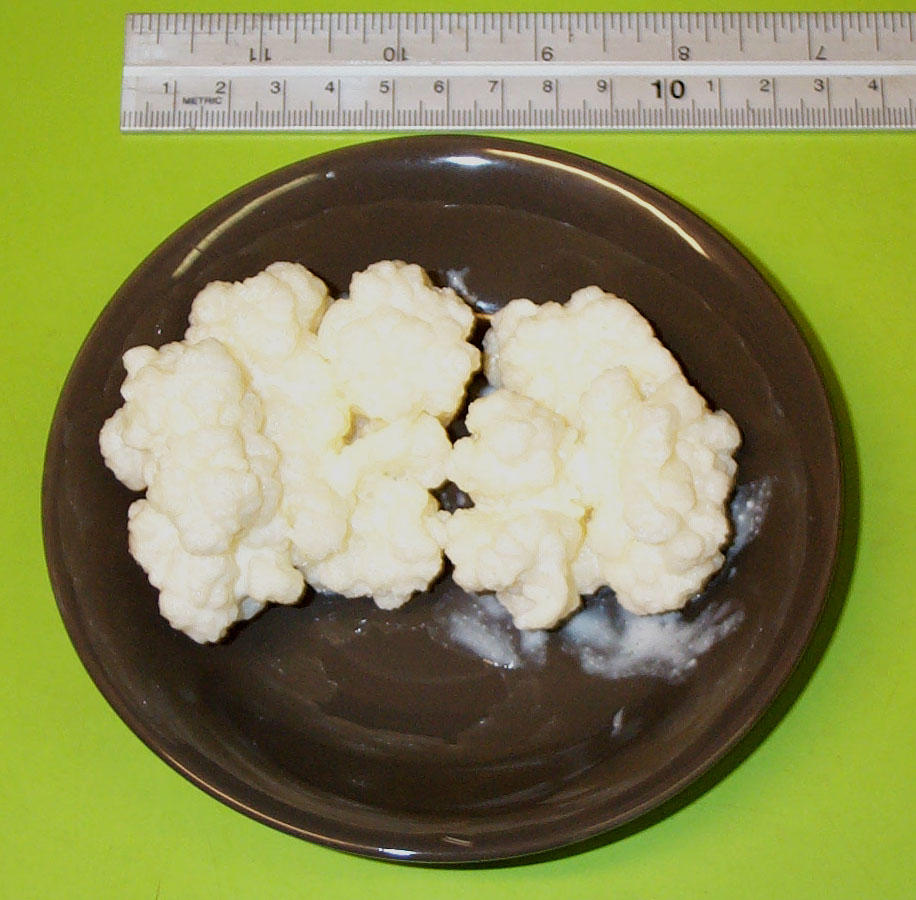
90 غراما من حبيبات الكفير

ويحتاج إعداد شراب الكفير التقليدي لحبيبات الكفير وهي خليط جيلاتيني من الكائنات الدقيقة (ميكروفلورا) من البكتريا والخمائر ومنها فطر الكفير السكري (بالإنجليزية Saccharomyces Kefir) وخميرة توريولا (بالإنجليزية Torula Kefir) و Lactobacillus Caucasicus وبكتريا Leuconnostoc species والمكورات السبحية المنتجة لحمض اللبن (بالإنجليزية Lactic streptococci). اوتحتوي حبيبات الكفير على سكريدات متعددة متعدد السكاريد تعرف باسم كفيران لها ملمس الحبل وقوامه في الفم. ولايمكن إنتاج حبوب الكفير من الصفر بل إنها تتكاثر أثناء التخمير وكلما انتقلت من حليب لآخر. ويمكن شراء حبوب الكفير أو الحصول عليها بالمجان من الذين يقومون بإعدادها. وعادة مايكون لون حبيبات الكفير أبيض يميل للصفرة وفي حجم ثمرة الجوز بيد أنها قد تكون في حجم حبة الأرز أيضا.

## الصحة والتغذية
يمتاز الكفير بخواصه الغنية بمضادات التطفر الجيني antimutagenic والأكسدة.
ويمكن التغيير في عناصر الكفير الغذائية بإطالة مدة التخمير أو تقصيرها. ولكل منهما فوائده الصحية. فتخمير الكفير لفترة أطول من المعتاد (وبالتالي زيادة الطعم الحمضي) يرفع محتواه من حمض الفوليك ارتفاعا كبيرا. وزعمت إحدى الدراسات الممولة من لايف واي فودز أن الكفير يحفز على هضم لاكتوز اللبن والذي يعاني البعض من صعوبه في هضمه  ولاتشير الدراسة إلا إلى انخفاض نسبة اللاكتوز في الكفير عنه في الحليب كامل الدسم. ومع ذلك، لم تختف الحساسية من سكر اللبن (عدم تحمل اللاكتوز) لدى المشاركين في الدراسة.
وأظهرت دراسات أخرى أن الكفيران الموجود في الكفير يثبت ارتفاع ضغط الدم ويقلل من مستويات كوليسترول المصل لدى الفئران. وهذا لاينطبق بالضرورة على البشر.

## شرب الكفير
لايستسيغ البعض تناول الكفير دون إضافات لطعمه الحامضي ولذا تضاف نكهات أو محليات له. يمكن إضافة الفواكه المثلجة للكفير وضربهما في الخلاط للحصول على مشروب سموذي. ويباع الكفير بنكهات وإضافات مختلفة من الفواكه سواء بأنواعه العضوية أو غير العضوية. ويعتبر الكفير مشروبا شائعا يتناوله الجميع في الإفطار والغداء والعشاء في روسيا وبيلاروسيا والبوسنة والهرسك وأوكرانيا والمجر ورومانيا ومولدوفا وبولندا والنرويج والسويد وفنلندا (خاصة في أوساط الأقليات الروسية والاستوانية)ولاتفيا وإستونيا وليتوانيا حيث يشتهر بأنه شراب صحي رخيص الثمن. ويُشرب بنفس طريقة الحليب وغالبا مايتم تناوله مع الفطائر الحلوة. أما في صربيا، فيتم شرب الكفير في أي وقت من اليوم خاصة مع الزلنيك Zelnik (باللغة الصربية زليانيتسا Zeljanica) أو البوريك burek أو البانيستا (بالصربية جيبانيتسا) أو كحساء بارد في الصيف[بحاجة لمصدر]. وينتشر تناول الكفير والذي يعرف أيضا باسم yogurt de pajaritos' أو زبادي العصفور في شيلي حيث يرجح أن يكون قد دخل مع موجات المهاجرين من الامبراطورية العثمانية سابقا أو المهاجرين من أوروبا الشرقية. وقد شاع تناول الكفير في الولايات المتحدة مؤخرا لفوائده الصحية الجمة حيث يتوافر في سلسلة متاجر تريدر جوز وغيرها من المتاجر التي تبيع الغذاء الصحي الكامل Whole Food. ويباع أيضا في Green's Organic، Natural Market في بريتيش كولومبيا بكندا.

## أنواع الكفير

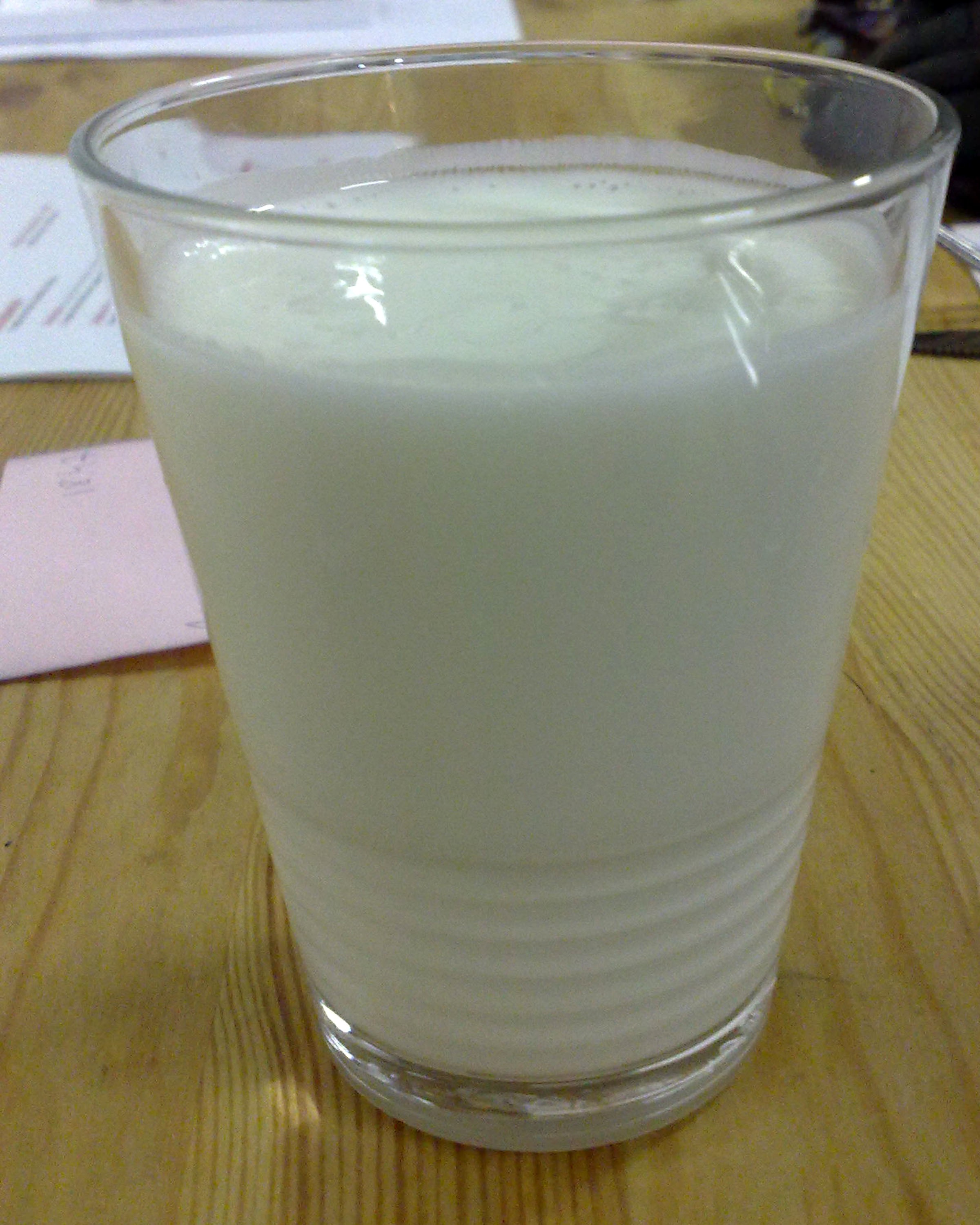
كوب من الكفير في مقهى بولندي

تخمر حبوب الكفير بنجاح ألبان معظم الثدييات وتتكاثر فيها وأنسب الأنواع لإعداد الكفير لبن الابقار والماعز والأغنام. وتختلف فيما بينها في خواصها الغذائية والحسية.وكان يتم تصنيعه أيضا من اللبن الخام.
وتتخمر أيضا حبوب الكفير في بدائل الحليب مثل لبن الصويا ولبن الأرز ولبن جوزالهند، فضلا عن العديد من السوائل السكرية الأخرى مثل عصير الفاكهة وماء جوزالهند والبيرة المصنوعة من ماء نقيع الشعير beer wort وبيرة الزنجبيل. ولكن قد يتوقف تكاثر حبيبات الكفير إذا افتقد الوسط للعناصر التي تحتاجها البكتريا للتكاثر.
ولايعد وجود سكر اللبن ضروريا لتصنيع السكريدات المتعددة Polysyaccharide اللازمة لإعداد الحبوب (كفيران) حيث أثبتت الدراسات أن حلامة الأرز (البروتينات المتحولة لأحماض أمينية نتيجة التحلل المائي) بيئة مناسبة بديلة. علاوة على ذلك، فقد ثبت أن حبوب الكفير تتكاثر عند تخميرها للبن الصويا بيد أن شكلها وحجمها يتغيران لاختلاف أنواع البروتينات.

## استخدامات الكفير في الطبخ
الكفير أحد المكونات الرئيسة في إعداد حساء البنجر البارد على الطريقة اللتوانية الاسم الشائع لها هو حساء البورشت البارد Cold Borscht وتسمى في ليتوانيا ب šaltibarščiai وفي بولندا chłodnik. وثمة أنواع عديدة من الأطعمة والحساء تحضر من الكفير في دول الاتحاد السوفيتي سابقا وبولندا على نطاق واسع. ويمكن أيضا إضافة الكفير إلى حبوب الإفطار مثل الكورن فليكس ورقائق الجرانولا (وتصنع من الشوفان والفواكه المجففة والمكسرات والسكر)
يحضر الفطر الهندي كعصير منقع في الحليب: يتم تنقيعه في الحليب لمدة 24 ساعة. تتم تصفيته وتقديمه بعد ذلك باردا.